# Sieryszewo
Sieryszewo (ros. Серышево) – osiedle typu miejskiego w Rosji, w obwodzie amurskim, ośrodek administracyjny rejonu sieryszewskiego. W 2010 liczyło 10 816 mieszkańców.